# Ирадж-Мирза
Ира́дж-Мирза́ (перс. ایرج میرزا‎; титул — Джелаль оль-Мемалек; октябрь 1874 — 12 марта 1926) — иранский поэт. Проявил себя как современный поэт-реформатор, в своих работах критиковал традиции и был сторонником эмансипации женщин.

## Биография

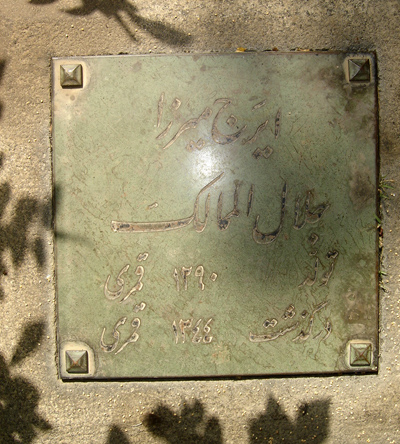
Могила Ирадж-Мирзы

Родился в октябре 1874 года в городе Тебриз в Иранском Азербайджане. Происходил из династии Каджаров, его предком был Фетх Али-шах. Его образованием занимались частные учителя. Ирадж-Мирза изучил несколько иностранных языков: французский, турецкий, арабский и русский. Познакомился с европейской литературой. Женился в возрасте 16 лет, однако спустя 3 года его жена умерла. В том же 1891 году умер и его отец, после чего Ирадж-Мирза унаследовал его пост, став придворным панегиристом и получив титул «глава поэтов» («садр ош-шоара») при Мозафереддин-шахе Каджаре. Позднее устроился на государственную службу. В 1901—1904 годах работал переводчиком на таможне в Керманшахе. Затем работал в Министерстве образования. В 1908 году переехал в Тебриз и стал личным секретарём губернатора Иранского Азербайджана Али Хана Амин аль-Доуле. Примерно через два года вернулся к прежней работе, заведовал археологическими раскопками. С 1915 года работал в Министерстве финансов. Был переведён в Мешхед, где проработал около пяти лет. В 1924 году лишился должности, переехал в Тегеран в поисках работы.
Последние годы жил в крайней нужде. Скончался в Тегеране 12 марта 1926 года от сердечного приступа. Похоронен на кладбище Захир-од-Доуле в тегеранском районе Шемиран.

## Творчество
Ирадж-Мирза не принимал активного участия в политической жизни, однако в творчестве проявил себя как прогрессивный поэт-реформатор. В его стихах нашли отражение антиколониальные и антиклерикальные идеи. Он обличал продажность чиновников, лицемерие духовенства, религиозный фанатизм, отсталость и безграмотность населения. Особое внимание уделял критике приниженного положения персидских женщин. В ряде своих произведений («Чадра» — «Хеджаб», «Книга о чадре» — «Хеджабе-зан» — отрывок из сатирической поэмы «Ариф-наме») критикует ношение чадры, считая этот обычай позорным пережитком прошлого. Прославлению женщины-матери посвящены многие его лирические стихотворения: («Мать», «Сердце матери», «Бедная мать» и другие).

## Семья
У Ирадж-Мирзы было двое детей. Старший сын Джафарколи Мирза покончил с собой в 1917 году из-за психологических проблем. Младший сын Хосров Ираджи пережил отца, занимался публикацией его произведений.

## Сочинения
- Полн. собр. стихов. 2-е изд. Тегеран, 1968 (на перс. яз.).
- Верность / Сост., предисл. и прим. З. Н. Ворожейкиной. Л., 1977.